# Pogonodon
Pogonodon és un gènere extint de mamífers carnívors de la família dels nimràvids que visqueren a Nord-amèrica durant l'Oligocè, fa entre 23 i 33,3 milions d'anys. Se n'han trobat restes fòssils als Estats Units. Les espècies d'aquest grup pesaven entre 23 i 36 kg, aproximadament. Eren nimràvids relativament grossos, parents propers de Dinictis. Igual que els altres membres de la seva família, eren dents de sabre; en aquest cas, els ullals feien 5 cm de llargada. Se suposa que eren depredadors d'emboscada.